# Le Peuple du Pôle
Le Peuple du Pôle est un roman relevant de la littérature merveilleuse-scientifique de l'écrivain français Charles Derennes publié en 1907 par la société du Mercure de France.

## Intrigue
Deux explorateurs atteignent en ballon dirigeable le Pôle Nord. Ils font la découverte d'un monde préservé dans lequel vivent des dinosaures et des « anthroposaures », une espèce intelligente descendant des reptiles, dotés d'une formidable technologie.

## Autour de l'œuvre
Le 27 mai 1906, Charles Derennes publie dans la revue L'Auto la nouvelle Histoire racontée par la mer. Ce récit narre une exploration au Pôle Nord qui découvre une civilisation très avancée. L'année suivante, cette nouvelle est retravaillée pour donner naissance au roman Le Peuple du Pôle qui traite du même sujet.
Le roman s'intéresse à la question de l'altérité et à la difficile communication entre espèces trop différentes. En effet, les explorateurs rencontrent le peuple des anthroposaures, une espèce pacifique issue d'une branche de dinosaures ayant acquis l'intelligence. N'ayant pas subi la concurrence des hommes, ces derniers ont pu établir une société parfaitement organisée dans laquelle ils ont développé une technologie très avancée.
Dans son article manifeste du roman merveilleux-scientifique publié dans Le Spectateur en 1909, Maurice Renard cite le roman de Charles Derennes comme exemple de ce genre nouveau qui commence, selon lui, à s'épanouir. En effet, d'après Renard, l'utilisation des découvertes scientifiques par les écrivains doit être l'occasion d'amener les lecteurs à s'interroger sur le monde qui les entoure.

## Publication
- Société du Mercure de France, 1907.
- Éditions Apex, coll. « Apex-International » no 10, 2002.